# ロベルト・S. ヴィストリヒ

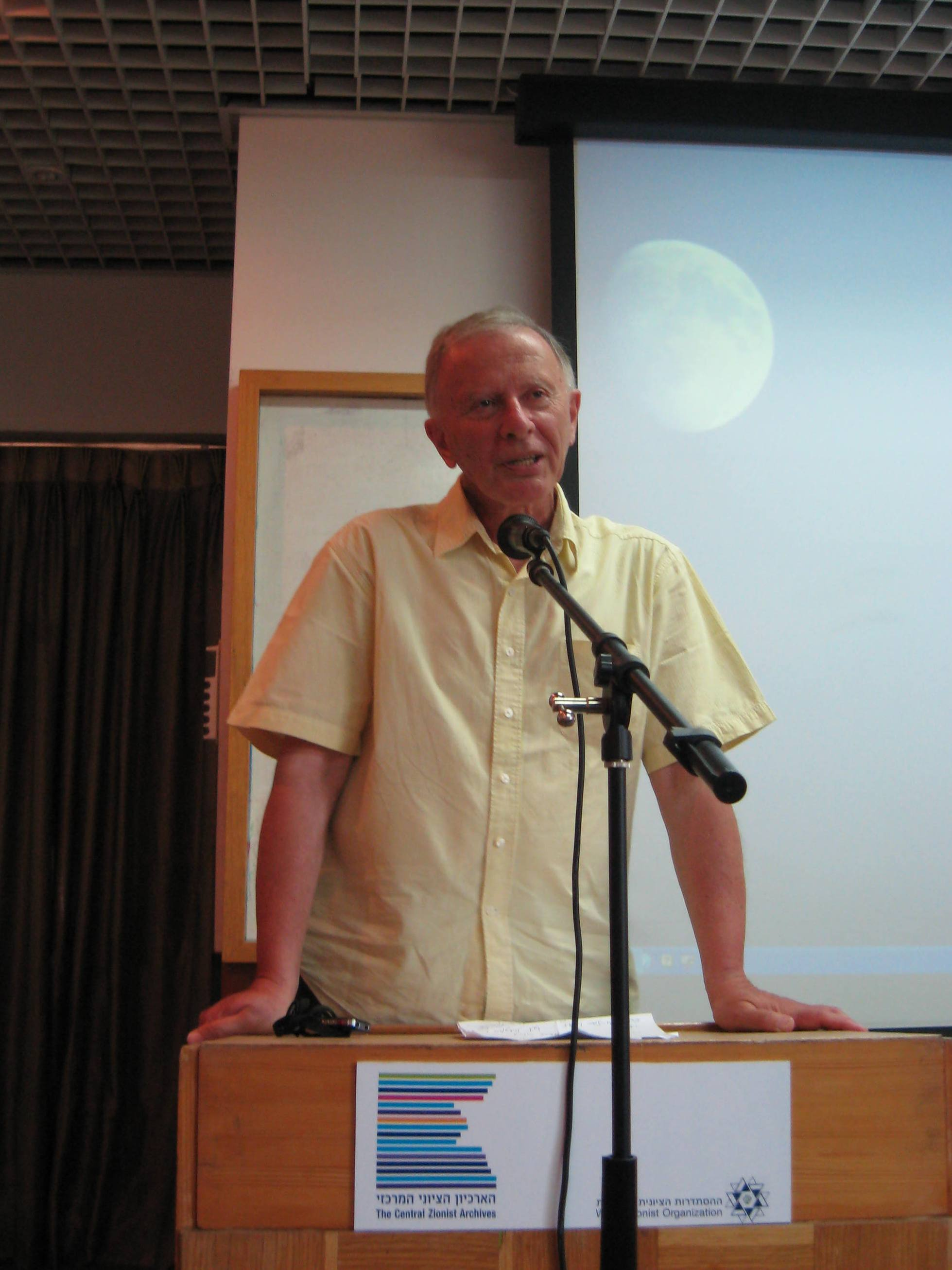
ロベルト・ヴィストリヒ（2013年）

ロベルト・S. ヴィストリヒ（Robert Solomon Wistrich、 1945年4月7日 - 2015年5月19日）は、ヘブライ大学の ヨーロッパ史、ユダヤ人史（エーリッヒ・ノイバーガー教授）、および大学に設置されたヴィダル・サスーン国際反ユダヤ主義研究センターの責任者を務めた。
ヴィストリヒは反ユダヤ主義を「最も長い憎しみ」とみなし、反シオニズムをその最新の姿とみなしている。スコット・ユリーによれば、「他のどの学者よりも、ヴィストリヒはユダヤ人の歴史、社会、運命に関する伝統的なシオニスト的解釈を反ユダヤ主義の研究に統合することに貢献した」のである。他の研究者は、彼の研究の多くを、その創設時の前提に疑問を呈することなく再現している。

## 経歴
1945年4月7日、カザフ・ソビエト社会主義共和国のレンゲル生まれ。両親はポーランドの左翼系ユダヤ人で、1940年にドイツから逃れてリヴィウに移り住んだが、ソ連の体制になじめなかったという。1942年、両親はカザフスタンに移り住み、父親はNKVDによって2度投獄された。スターリンとポーランド亡命政府との間の送還協定により、両親はポーランドに戻った。
その後、ポーランドの戦後の環境が危険なほど反ユダヤ的であることに気づき、家族はフランスに移住した。著者はイギリスで育ち、キルバーン・グラマースクールに通い、「ナチス・ドイツからの難民であり、独立した考え方を最初に教えてくれたウォルター・アイザックソン」から教えを受けた。
1962年12月、17歳のヴィストリヒはオープン奨学金を得て、ケンブリッジのクイーンズ・カレッジで歴史を学んだ。1966年、ケンブリッジ大学で学士（優等学位）、1969年に修士を取得した。ケンブリッジ大学では、1966年から1969年にかけて文芸誌『サーキット』を創刊し、共同編集を担当した。1969年から1970年にかけて、イスラエル留学中に、マルティン・ブーバーが創設したテルアビブの左翼系月刊誌『ニュー・アウトルック』の史上最年少の文芸編集者となる。

## 学問的経歴、業績

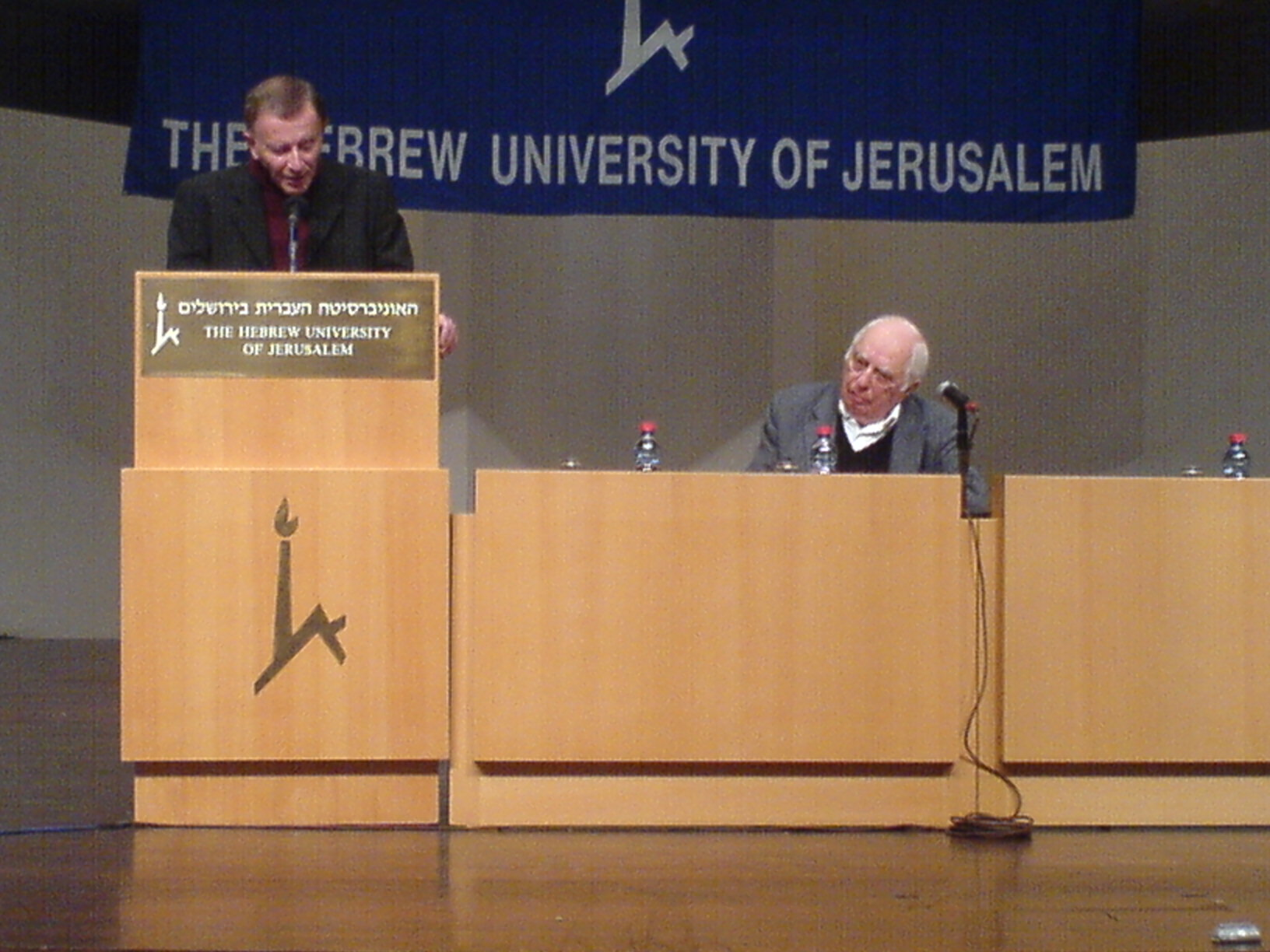
ロベルト・S. ヴィストリヒ（左）とバーナード・ルイス（2007年）

1974年、ロンドン大学で博士号を取得。1974年から1980年まで、現代史研究所とウィーン図書館（当時ヨーロッパに存在した第三帝国に関する最大の研究図書館）の研究部長、およびロンドンのウィーン図書館紀要の編集者を務めた。1982年にエルサレムのヘブライ大学で終身教授に就任するまでに、英国アカデミーの研究員に任命され、すでにいくつかの好評な本を執筆していた。1985年、『Socialism and the Jews（社会主義とユダヤ人）』は、ヘブライ大学のヴィダル・サスーン国際反ユダヤ主義研究センターとアメリカユダヤ人委員会の共同賞を受賞した。1989年の『The Jews of Vienna in the Age of Franz Joseph（フランツ・ヨーゼフ時代のウィーンのユダヤ人）』はオーストリア国家賞（歴史部門）を受賞。次の研究書『Antisemitism: The Longest Hatred（アンチセミティズム：最も長い憎しみ）』（1991年）は、その1年後にイギリスのJewish Quarterly-Wingate Literary Prizeを受賞し、ヴィストリヒが脚本を担当し、テームズ・テレビジョン/WGBH-TVで制作され、PBS公共放送サービスで放映された3時間のイギリス・アメリカのテレビドキュメンタリー・ミニシリーズ、The 「Longest Hatred（長い憎しみ）」の原型となった。
1993年には、イギリスのチャンネル4の依頼でナチスの芸術に関するドキュメンタリー「グッドモーニング、ミスターヒトラー」の脚本も手がけ、賞を受賞した。
1991年から1995年にかけては、ヘブライ大学での職務に加え、ユニヴァーシティ・カレッジ・ロンドンのユダヤ学講座の初代担当者に任命された。また、BBCラジオやKol Israelで、トロツキーからヘルツルまで歴史上の人物の生涯を描いたドラマを数本執筆した。2003年にはBBCのドキュメンタリー番組『Blaming the Jews』（現代のイスラム反ユダヤ主義について）のチーフ歴史コンサルタントを務め、2006年には映画「Obsession: Radical Islam's War Against the West（執着：イスラム過激派の対西側戦争）」の学術顧問を務めた。
1999年から2001年まで、国際カトリック・ユダヤ歴史委員会の委員を務め、ホロコーストを中心に教皇ピウス12世の戦時中の記録を調査した6人の学者の一人である。2002年からヴィダル・サスーン国際反セミティズム研究センター所長、機関誌『国際反セミティズム』誌編集長。

## 死去
2015年5月19日にイタリアのローマで心臓発作のため死亡。

## 批評
ヴィストリヒは、数十年にわたり、反ユダヤ主義に関する最も多作な作家であった。スコット・ウリィは、ヴィストリヒの反ユダヤ主義に対するアプローチの核となるテーマの多くは、彼の前任者である極論派のウクライナ・イスラエル人歴史家シュムエル・エッティンガー（1919-1988）の著作から生まれたと主張している。ウリィは、レオン・パンスカーやテオドール・ヘルツルなど初期のシオニスト思想家から続く、反ユダヤ主義や反シオニズムに関する一世紀前の考えを回復する上で重要人物だった、と主張している。キリスト教世界における反ユダヤ主義の必然性と特殊性を強調し、ユダヤ人の民族的アイデンティティを確認することによってそれを克服する必要性を強調したこの当初の見解は、第二次世界大戦後、サロー・ウィットメイア・バロンなどの歴史家、ハンナ・アーレント、テオドール・アドルノ、マックス・ホルクハイマーなどの哲学者たちによって否定されていた、 彼らは、ディアスポラでは正常なユダヤ人の生活が継続できないこと、ユダヤ人の歴史とユダヤ人は永続的な対立関係で定義されるべきではないこと、反ユダヤ主義は特定の歴史的文脈から、偏見と人種差別というより一般的な問題によって与えられたより広い分析的枠組みの中でアプローチするのがよいことを否定した。 
この観点からすると、反ユダヤ主義が「歴史的に連続した、ユニークな、潜在的に不滅の現象」であるという考えをヴィストリヒが後年になって受け入れたこと、ユダヤ人に対する「裏切り」と見なす左派のイスラエル批判に対する極論的かつ直感的な怒り、そして新反ユダヤ主義の出現と考えられるものに対する彼の不安は、19世紀末のヨーロッパにおける同様の緊張状態の中で初期のシオニストたちが指摘したものを反映している。ユーリーにとって、エッティンガーとヴィストリヒの著作に見られる古いパラダイムの復活は、反ユダヤ主義を研究するための「支配的な学術的・公的枠組み」を形成するまでに至っており、不可解なものである。というのも、「東欧・中欧の世紀末の社会と政治を形成した議論において導入され、公認された仮定、概念、パラダイム」が現代の学問に再登場することは、「おなじみの質問に対する既製の答えを提供する一連の仮定」を再認識することになり、循環論に導くだけだと彼は考えている。その結果、政治と学問の境界線は曖昧になっている。

## 著作
- Revolutionary Jews from Marx to Trotsky. Barnes & Noble Books, 1976. ISBN 0-06-497806-0
- The Left Against Zion. Vallentine Mitchell & Co, 1979. ISBN 0-85303-199-1
- Who's Who in Nazi Germany. Weidenfeld and Nicolson, London, 1982. ISBN 0-415-12723-8
- Socialism and the Jews. Oxford University Press, 1982.
- Trotsky: Fate of a Revolutionary. Stein & Day. (1982). ISBN 0-8128-2774-0
- The Jews of Vienna in the Age of Franz Joseph. Oxford University Press, 1989.
- Between Redemption and Perdition: Modern Antisemitism and Jewish Identity. Routledge, 1990. ISBN 0-415-04233-X
- Anti-Zionism and Antisemitism in the Contemporary World. New York University Press, 1990. ISBN 0-8147-9237-5
- Antisemitism, the Longest Hatred. Pantheon, 1992.
- Terms of Survival. Routledge, 1995. ISBN 0-415-10056-9
- Weekend in Munich: Art, Propaganda and Terror in the Third Reich (with Luke Holland). Trafalgar Square, 1996. ISBN 1-85793-318-4
- Theodor Herzl: Visionary of the Jewish State. New York and Jerusalem: Herzl Press and Magnes Press, 1999, 390 pages.
- Demonizing the Other: Antisemitism, Racism and Xenophobia. Routledge, 1999. ISBN 90-5702-497-7
- Hitler and the Holocaust. Random House, 2001.
- Nietzsche: Godfather of Fascism? Princeton, 2002.
- Laboratory for World Destruction. Germans and Jews in Central Europe, University of Nebraska Press, Lincoln, Nebraska 2007. ISBN 978-0-8032-1134-6
- A Lethal Obsession: Antisemitism – From Antiquity to the Global Jihad, Random House, 2010. ISBN 978-1-4000-6097-9
- From Ambivalence to Betrayal. The Left, the Jews and Israel, University of Nebraska Press, Lincoln, Nebraska 2012. ISBN 0803240767